# برود نووه
برود نووه (به لهستانی:  Bród Nowy) یک روستا در لهستان است که در گمینا سوواوکی واقع شده‌است.